# 荷里活黑名單
好萊塢黑名單，更適當的名稱為“娛樂業黑名單”，此名單詳述了美國1940和50年代中期，因政治信仰等原因而被剝奪工作權的演員、導演、編劇、音樂家和其他娛樂業人士，其中有被證實的，也有被質疑的。如果艺人被认为是美国共产党党员或对共产主义表示过赞许或同情、参与过认为是有社会主义背景的自由主义或人道主义政治活动、或者拒绝帮助政府调查共产党活动，都有可能被列入黑名单；一些人被列入黑名單僅僅是因為他們的名字出現在錯誤地點和時間。即使在最嚴密的執行期間：1940年代後期到50年代後期，黑名單也很少被確定和核實，但它對美國的娛樂產業發展造成直接損害，相關人士為了生計經常被迫背叛朋友或原則，整個產業籠罩在意識形態審查的陰影下。
1947年11月25日，十位作家和導演（史称好莱坞十君子）拒絕提供證詞給眾議院非美活動調查委員會，繼而因蔑視國會被傳訊，第二天第一個黑名單便被設立了。一班電影製作室的经理，在《美國電影協會》支持下，发表了大家所認識的《華德福聲明》宣布解雇这十位電影從業人員。1950年6月22日，名為《紅色頻道》的書籍出版，它以"紅色黨員和他們的支持者"為內容，列出151個娛樂業專家的名字，這也是出版以來最公開詳盡的黑名單；除了被列名單的那些人之外，許多其它藝人也發現他們處於同樣的困難，在許多情況下都不可能在娛樂界獲得工作。1960年，黑名單被當時「荷里活十君子」一名頑固成員道爾頓·莊柏正式打破，他公開承認自己是電影《斯巴达克斯》和《出埃及记》的編劇；然而有部分被列入黑名單的人士在很多年後，仍被拒於娛樂行業門外。

## 概要

### 黑名單的開始（1947年）
好萊塢黑名單源於30年代和40年代初的事件。在那個時代，儘管蘇聯總理史達林的恐怖統治開始在西方為人所知，但美國本身的經濟蕭條與社會問題仍讓美國共產黨吸引很多追隨者，而很多這些追隨者都是在藝術和娛樂領域工作的年輕理想主義者。第二次世界大戰期間，當時美國和蘇聯是盟國，美國共產黨的追隨者到達了50,000人的峰頂。
但這觀念很快在第二次世界大戰末改變了，共產主義日益增長成為美國恐懼和仇恨的焦點。"紅色恐慌"分別被蘇聯鎮壓戰爭後的東歐和中歐國家的報告；和美國共和黨在1946年國會競選勝利，保守黨政治權勢在美國的增長而刺激了。另外看得出美國共和黨控制了1946年美國安置競選和1946年美國參議院競選。在1947年10月，一些在荷里活電影工業工作的人員被召喚出現於眾議院非美活動調查委員會前面，宣稱他們的意圖是調查是否如學者Richard A. Schwartz描述「共產黨已成功在荷里活影片裡灌輸共產主義訊息和價值。」這批美國電影專家主要是編劇、演員、導演、製作人和其他人著名或聲稱是美國共產黨的成員。有四十三個人被放在證人名單，十九人宣稱他們不會提供證據，實際上只有十一人被召喚到委員會前。十一位"不友善的證人" ，一個逃亡的編劇貝爾托·布萊希特最後選擇回來回答委員會的問題。而其它十位拒絕回答的，則引用美國憲法第一修正案對言論和集會自由的權力，拒絕回答委員會的任何問題。他們拒絕的重要問題是"你現在是或你曾經是美國共產黨的成員?"—這從未不是違法的。(實際上，每個曾一次或多於一次是成員；或他們以前是和只是短暫是，都是共產黨成員。)這十人被正式控告蔑視國會，而美國議院代表開始對他們的訴訟。

HUAC聆訊

根據"荷里活十人"藐視HUAC—除了拒絕作證，許多企圖以聲明誹謗委員會的調查是違反憲法的政治壓力登上電影工業，展示它的"反顛覆"真實意圖。在10月，聽訊仍然舉行中，美國電影協會主席Eric Johnston，宣稱他從未「雇用任何一個被證明或被公認為共產主義黨員的人士，因為他們只是分裂性的勢力，並且我不想要他們在我的周圍。」1947年11月17日，電影演員協會投票去使它的幹事發誓是非共產主義黨員的承諾。接下來的星期，1947年11月24日，眾議院以346對17的票數批准引用對抗“荷里活十人”為蔑視國會。次日，隨著紐約华道夫阿斯多里亚酒店的電影業行政會議，MPAA(美國電影協會)主席Johnston以行政代表發布新聞發布會，也就是現在指的華德福聲明。聲明宣稱，那十個被解雇或暫停工作而沒有薪水和未被重新雇用，直至他們被清除了蔑視控告和發誓他們不是共產主義者。首個荷里活名單就在這時生效。

### 名單的發展（1948年－1950年）
HUAC聆訊不能呈出任何荷里活秘密地傳播共產主義宣傳的證據，但娛樂業仍然被改變了。調查餘波是Floyd Odlum決定的一個主要因素，他是雷電華影片公司的最初擁有人，他離開了他的生意。結果，製作室由霍華德·休斯接管。在1948年5月接管的幾星期裡，休斯解雇了大多數「雷電華影片公司」的員工，並因他政治上支持其餘的調查，而關閉了製作室近一年半。然後，正當「雷電華影片公司」轉回生產的時候，休斯做出一個決定，去解決一個長久聯盟反壟斷的對策來對抗娛樂業的五大製作室。這是瓦解支配荷里活，並統治了四分一世紀的很多世界電影的製作室系統的其中一個關鍵步驟。
1948年的春天,"荷里活十人"所有人被判了蔑視罪。在一連串不成功的上訴後,案件到達了美國最高法院面前;由204個荷里活專家簡單簽署，在提交仲裁協議書中提出維護十人是顧問。在法院拒絕再審之後，1950年"荷里活十人"開始了1年的監禁判決。在1950年9月，十人當中一個—Edward Dmytryk導演，公開宣佈他曾是共產主義者和準備提供證據去對抗其他人同樣是黨員的。他提早從監獄釋放了;隨者他1951年出庭HUAC，他描述他在黨裡簡要地位和名字稱呼，於事者他的事業得以恢復。而其他大多數保持沈默的在Adrian Scott（他出產了Dmytryk的電影，如《Murder, My Sweet》、《Cornered》、《So Well Remembered》和《Crossfire》）案件後多年來都無法在美國影片和電視業獲得工作，那些電影名字的當中一個是由他的前朋友命名的，他沒有獲得任何電影榮譽，直到1972年，並且他從未生產其他特色電影。一些被列入黑名單的人士繼續暗中為荷里活或廣播業寫作，他們使用假名或用那些實際是作家的朋友的名字(那些允許他們的名字被使用在這種方式的稱為"fronts")。204人簽署了顧問訴書，84人將他們自己列入黑名單。
一些非政府組織參加了強制執行和擴展黑名單;特別是，美國軍隊，保守黨的退役軍人小組，有助迫使娛樂業排斥那些政治支持不同的人士。1949年，軍隊的美國分派發布了它自己黑名單—128個列入名冊的人被稱全部都參加"共產主義陰謀"。在軍隊名單的名字之中，有知名編劇麗蓮·海爾曼。在那時候海爾曼寫了或貢獻了約十部電影劇本;直到1966年為止，她一直不被荷里活電影製片廠再次僱用。其它有影響的的團體是1947年建立的"美國商業顧問有限公司"。在週刊《Counterattack的》“反對共產主義實情的時事通訊”的訂閱資訊裡，它宣稱它是由一隊前FBI人員負責經營的，和任何一個政府機構都沒有任何聯繫。儘管那麼聲稱，但《Counterattack》的編輯似乎可以直接進出使用到聯邦調查局和HUAC的檔案;這樣進出使用檔案的結果變得和1950年6月出版物《紅色頻道》廣泛相似。這個《Counterattack》的附件列出的151個在娛樂和廣播新聞事業方面的人，與他們的介入意指採取共產主義或支持共產主義活動的小冊子的紀錄。一些被列入名單的，譬如Hellman，已經否認被僱用於在電影、電視和電台領域。《紅色頻道》出版物更意味著更多人士被放進黑名單。

### 《眾議院非美活動調查委員會》報告（1951年）
1951年，HUAC舉行了荷里活和共產主義的第二次調查。在這以前，那些拒絕的合法策略被作證明改變了;而不是依靠第一修正案，他們行使了美國憲法的第五修正案的保護來以防自我牽累(實際上，共產黨會員資格並非非法)。這通常准許證人，在不被控告為"蔑視國會"下避免"命名名字"，在HUAC保證一個會被加入娛樂業黑名單之前，採取美國憲法的第五修正案"。學者托Thomas Doherty 描述HUAC聆訊怎麼清除那些政治上從未特別活躍，和共產主義者的懷疑者的黑名單人士: 
在1951年3月21日，在HUAC之前，演員Larry Parks在作證時是說出了演員Lionel Stander的名字。"您認識Lionel Stander嗎?" 委員會法律顧問Frank S. Tavenner質問。Parks回復他認識這男人，但有對於他的政治活動則不清楚。之後再沒有認為關於Stander的事情由Parks或委員會說出—沒有指責，沒有影射。但是Stander的電話停止了響。在Parks作證前，Stander在前100天是從事十個電視節目。但之後,什麼工作也沒有了。

### 黑名單的頂峰（1952年－1956年）
1952年，電影作家協會—由"荷里活十人"的三名成員的在30年代成立，批准了電影製作室的"被電影遺忘的"任何在會議前不能使自己清白的人士，作家Dalton Trumbo，"荷里活十人"的其中一人和在黑名單非常重要的人，1950年憑幾年前的寫作獲得了電影榮譽，故事以哥倫比亞電影"緊急婚禮"為電影劇本根據。接著直到60年代都沒有其他電影榮譽。Albert Maltz，在40年代中期寫了電影<長袍>的原劇本，1953年電影被發行了，但是無處可看見。如威廉奧尼恩斯描述，壓力仍然維持在那上面，儘管他們已表面上"清白"了自己:
在1952年12月27日，美國軍隊宣佈不同意一部新影片《紅磨坊》，擔任主角的是José Ferrer，他並不比其他百多位演員於優秀進步，並已經被HUAC調查過。電影本身是根據亨利·德·土魯斯-羅特列克的生活，並完全沒有涉及政治的。軍隊的九名成員無論如何把這電影栓住，並提升爭論。在這以前，人們沒有冒險。Ferrer立刻發送電報給軍隊的全國司令員，說他很高興加入退伍軍人的"與共產主義的戰鬥"。
在這時期，一些重要的報紙專欄作家報道娛樂業，包括Walter Winchell、Hedda Hopper、Victor Riesel、Jack O'Brian,和乔治·索科尔斯基、正式提供建議應該加入黑名單的名字。

### 黑名單的衰落和減弱（1957年－現在）
荷里活黑名單和約翰·埃德加·胡佛的FBI扣赤色分子帽子活動長期連在一起。HUAC的敵人，如律師巴特利·克朗（Bartley Crum），1947年他曾在委員會前面保衛「荷里活十君子」部份人士，他們被匡列為共產主義支持者或危險份子，並被設為調查目標。於是FBI竊聽了克朗的電話，檢閱他的郵件，並把他放在連續監視名單內。這使得克朗失去了大多數客戶，並因無法承受不間斷騷擾的壓力，於1959年自殺身亡。
1960年1月20日，導演奧圖·普里明傑公開宣佈了道爾頓·莊柏（「好萊塢十君子」中知名度最高的成員）就是電影《出埃及記》的編劇。六個半月後，《出埃及記》首映，《紐約時代週刊》宣佈了環球影片會以他編寫的電影《萬夫莫敵》，給予莊柏電影榮譽。做出這項決定的明星是主演該片的寇克·道格拉斯，現在被認為是這件事的主導者。在1950年10月6日，《萬夫莫敵》初次上映—這是莊柏自1950年憑《緊急婚禮》獲得電影榮譽後，第一部有列名的電影。1947年以來他編寫了大約十七部電影，但都沒有獲獎。電影《出埃及記》於同年的12月上映；黑名單明顯將近結束，但它的影響在之後的幾年仍有迴響。
最後被列入麥卡錫主義黑名單的一個主要人物是約翰·亨利·佛克（John Henry Faulk），他是午間喜劇廣播節目的主持人，佛克是活躍在美國電視廣播演員聯盟的左派分子。他被AWARE詳細調查，AWARE是其中一個審查個人去簽署「不忠於」共產主義的私人公司。由於AWARE認定佛克不適任，於是他被CBS電台解雇。他幾乎是眾多黑名單受害人的唯一一個，1957年佛克決定控告AWARE，最後他於1962年打贏這場官司。由於法庭的這項判決，那些私人黑名單者和那些用他們的都被放上通知黑名單是負有法律責任的。這事件促進了出版物，如"Counterattack"的結束。
2000年以後，電影編劇協會仍然追求去更正50年代和60年代初期電影的電影榮譽，認為應該正確地反映被列入黑名單的作家，譬如雨果·巴特勒（Hugo Butler）和卡爾·佛曼（Carl Foreman）的工作。

## 黑名單

### 荷里活十人和其他1947名被列入黑名單的人士

#### 好萊塢十君子
- 阿爾瓦·貝西(Alvah Bessie)，編劇
- 赫伯特·比伯曼(Herbert Biberman)，編劇和導演
- 萊斯特·柯爾(Lester Cole)，編劇
- 愛德華·狄米屈(Edward Dmytryk)，導演
- 林·拉德納二世(Ring Lardner, Jr.)，編劇
- 約翰·霍華·羅森(John Howard Lawson)，編劇
- 亞伯特·馬爾茲(Albert Maltz)，編劇
- 山繆·歐尼茲(Samuel Ornitz)，編劇
- 亞德里安·史考特(Adrian Scott)，製作人和編劇
- 道爾頓·莊柏(Dalton Trumbo)，編劇

#### 其他
- 漢斯·艾斯勒(Hanns Eisler)，作曲家(Herman1997:356;Dick1989:7)
- 伯納德·戈登(Bernard Gordon)，編劇(Gordon1999:16)
- 瓊·斯科特(Joan Scott)，編劇(Ceplair和Englund2003:403;Goldstein1999)

### 1948年1月至1950年6月期間首次被列入黑名單的人士
(在詞條後有*星號的,代表該人也被列入“紅色頻道”)
- 班·巴茲曼(Ben Barzman),編劇(Ceplair和Englund2003:401)
- 麗蓮·海爾曼,劇作曲家和編劇*(Newman1989:140)
- 威廉·史威茲(William Sweets),電台名人*(Cogley1956:25–28)

### “紅色頻道”黑名單
(see，e.g.，Schrecker[2002]，p. 244;Barnouw[1990]，pp. 122–124)

| - 賴瑞·艾德勒，男演員和音樂家 - Luther Adler，男演員和導演 - Stella Adler，女演員和教師 - Edith Atwater，女演員 - Howard Bay，舞臺設計師 - Ralph Bell，男演員 - 倫納德·伯恩斯坦，作曲家和指揮家 - Walter Bernstein，編劇 - Michael Blankfort，編劇 - Marc Blitzstein，作曲家 - True Boardman，編劇 - Millen Brand，作家 - Oscar Brand，民歌演唱家 - Joseph Edward Bromberg，男演員 - Himan Brown，製作人和導演 - 约翰·布朗，男演員 - Abe Burrows，劇作曲家和作詞家 - Morris Carnovsky，男演員 - 维拉·卡斯帕里，作家 - Edward Chodorov，編劇和製作人 - Jerome Chodorov，作家 - Mady Christians，女演員 - LeeJ.Cobb，男演員 - Marc Connelly，劇作曲家 - 阿隆·科普兰，作曲家 - Norman Corwin，作家 - Howard DaSilva，男演員 - Roger DeKoven，男演員 - 查尔斯·迪安·狄克逊，指揮家 - Olin Downes，音樂評論家 - Alfred Drake，男演員 - Paul Draper，男演員和舞蹈家 - Howard Duff，男演員 - CliffordJ.Durr，律師 - Richard Dyer-Bennett，民歌演唱家 - 何塞·费勒，男演員 - Louise Fitch，女演員 - Martin Gabel，男演員 - Arthur Gaeth，電台時事評論者 - WilliamS.Gailmor，記者和電台時事評論者 - John Garfield，男演員 - Will Geer，男演員 - Jack Gilford，男演員 - Tom Glazer，民歌演唱家 - 露芙·高頓，女演員和編劇 - Lloyd Gough，男演員 - Morton Gould，鋼琴家和作曲家 - Shirley Graham，作家 - Ben Grauer，電台和電視名人 - 米歇尔·格雷森，電台製作人和導演 - 霍拉斯·格雷内尔，指揮家和音樂製作人 | - 乌塔·哈根，女演員和教師 - 達許·漢密特，作家 - 叶·哈伯格，作词家 - RobertP.Heller，電視記者 - 麗蓮·海爾曼，劇作曲家和編劇 - Nat Hiken，作家和製作人 - 罗丝·霍巴特，女演員 - 茱蒂·霍利德，女演員 - RoderickB.Holmgren，記者 - 莱娜·霍恩，歌手和女演員 - 朗斯頓·休斯，作家 - 瑪莎·亨特，女演員 - Leo Hurwitz，導演 - Charles Irving，男演員 - 伯尔·艾弗斯，民歌演唱家和男演員 - Sam Jaffe，男演員 - Leon Janney，男演員 - Joseph Julian，男演員 - Garson Kanin，作家和導演 - George Keane，男演員 - Donna Keath - Pert Kelton，女演員 - Alexander Kendrick - Adelaide Klein，女演員 - Felix Knight，歌手和男演員 - Howard Koch，編劇 - Tony Kraber，男演員 - Millard Lampell，編劇 - John La Touche，作詞家 - Arthur Laurents，作家 - Gypsy RoseLee，女演員和脫衣舞女 - Madeline Lee，女演員1 - Ray Lev，古典鋼琴家 - Philip Loeb，男演員 - Ella Logan，女演員和歌手 - 阿伦·罗马克斯，民俗學研究者和音樂理論家 - Avon Long，男演員和歌手 - Joseph Losey，導演 - Peter Lyon，電視作家 - Aline Mac Mahon，女演員 - Paul Mann，導演和教師 - Margo，女演員和舞蹈家 - Myron Mc Cormick，男演員 - Paul Mc Grath，電台男演員 - 布吉斯·梅迪斯，男演員 - 阿瑟·米勒，劇作家 - Henry Morgan，電台和電視喜劇演員 - Zero Mostel，男演員 - Jean Muir，女演員 - Meg Mundy，女演員 | - Lynn Murray - Ben Myers - Dorothy Parker，作家 - Arnold Perl，電台作家 - Minerva Pious，女演員 - Samson Raphaelson，編劇和劇作曲家 - BernardReis - 安妮·里維爾，女演員 - Kenneth Roberts，作家 - Earl Robinson，作曲家和作詞家 - EdwardG.Robinson，男演員 - WilliamN.Robson，電台和電視作家 - Harold Rome，作曲家和作詞家 - Norman Rosten，作家 - Selena Royle，女演員 - Coby Ruskin，TV導演 - RobertSt.John，記者 - Hazel Scott，爵士和古典音樂家 - 皮特·西格，民歌演唱家 - Lisa Sergio，電台名人 - Artie Shaw，爵士音樂家 - Irwin Shaw，作家 - Robert Louis Shayon，電台與電視導演協會的前會長 - Ann Shepherd，女演員 - WilliamL.Shirer， - Allan Sloane，電台和電視作家 - HowardK.Smith，記者 - 蓋兒·桑德嘉，女演員 - Hester Sondergaard，女演員 - Lionel Stander，男演員 - Johannes Steel，記者 - Paul Stewart，男演員 - Elliott Sullivan，男演員 - William Sweets，電台名人 - Helen Tamiris，編舞者 - Betty Todd，導演 - Louis Untermeyer，詩人 - Hilda Vaughn，女演員 - J.Raymond Walsh，電台時事評論者 - Sam Wanamaker，男演員 - Theodore Ward，劇作曲家 - Fredi Washington，女演員 - Margaret Webster，女演員，導演和製作人 - 奧森·威爾斯，男演員，作家和導演 - Josh White，blues音樂家 - Irene Wicker，singer和女演員 - Betty Winkler(Keane)，女演員 - Martin Wolfson，男演員 - Lesley Woods，女演員 - Richard Yaffe，記者 |

^  注解1：Madeline Lee—她嫁給男演員Jack Gilford，也被列入“紅色頻道”—經常被人和另一同名女演員Madaline Lee混同.

### 1950年6月後首次被列入黑名單的人士
- Phoebe Brand（英语：Phoebe Brand）,女演員(Schwartz1999)
- Charles Dagget,動畫繪製者(Cohen2004:178)
- Phil Eastman（英语：Phil Eastman）,動畫作家(Cohen2004:178)
- Michael Gordon,導演(Dick1982:80)
- John Hubley（英语：John Hubley）,動畫繪製者(Cohen2004:178)
- Lester Koenig（英语：Lester Koenig）,製作人(Herman1997:356)
- Lewis Leverett,男演員(Schwartz1999)
- John McGrew（英语：John McGrew）,動畫繪製者(Cohen2004:178)
- 比爾·門勒德茲,動畫繪製者(Cohen2004:178)
- Paula Miller（英语：Paula Miller）,女演員(Schwartz1999)
- Waldo Salt（英语：Waldo Salt）,編劇(Buhle和Wagner2003:208)
- Bill Scott（英语：Bill Scott）,聲音男演員(Cohen2004:178)
- 亞瑟·史密斯,男演員(Schwartz1999)
- Lionel Stander（英语：Lionel Stander）,男演員(Doherty2003:31)

### 其他被列入黑名單的娛樂界專家
這是部分被列入黑名單的其他娛樂人士:

| - Allen Adler,編劇 - Edgar Barrier,男演員 - Orson Bean,男演員 - 芭芭拉·贝尔格迪斯,女演員 - Herschel Bernardi,男演員 - Joseph Bernard,男演員 - John Berry,男演員,編劇和導演 - Allen Boretz,song作家 - Lloyd Bridges,男演員 - Sidney Buchman,編劇 - Hugo Butler,編劇 - 查理·卓别林,男演員,導演和製作人 - Jeff Corey,男演員 - John Cromwell導演 - 朱爾斯·達辛,導演 - Cy Endfield,編劇和導演 - Brian Eubanks,律師 - John Henry Faulk,電台名人 - Jerry Fielding,作曲家 - Carl Foreman,製作人和編劇 - Betty Garrett,女演員 - 李·格蘭特,女演員 - 斯特林·海登,男演員 - Sidney Kingsley,劇作曲家 - Paul Jarrico,製作人和編劇 - Gordon Kahn,編劇 - Victor Kilian,男演員 | - Alexander Knox,男演員 - Marc Lawrence,男演員 - Canada Lee,男演員 - Robert Lees,編劇 - LouiseLewis,女演員 - Philip Loeb,男演員 - Arnold Manoff,編劇 - RobertA.McGowan,編劇和導演 - Karen Morley,女演員 - Clifford Odets,作家 - Larry Parks,男演員 - Leo Penn,男演員 - Abraham Polonsky,編劇和導演 - John Randolph,男演員 - Maurice Rapf,編劇 - Rosaura Revueltas,女演員 - FredericI.Rinaldo,編劇 - Martin Ritt,男演員和導演 - 保罗·罗伯逊,男演員和歌手 - Edwin Rolfe,poet - 罗伯特·罗森,編劇 - Jean Rouverol,女演員和作家 - Joshua Shelley,男演員 - Frank Tarloff,編劇 - Dorothy Tree,女演員 - Michael Wilson,編劇 - 理查德·赖特,作家 - Nedrick Young,男演員和編劇 |

## 來源

### 出版
- Fried, Albert. . Oxford University Press. 1997. ISBN 978-0-19-509701-6.
- Barnouw, Erik (1990 [1975]). Tube of Plenty: The Evolution of American Television. New York and Oxford: Oxford University Press. ISBN 978-0-19-506483-4
- Bosworth, Patricia (1997). Anything Your Little Heart Desires: An American Family Story. New York: Simon and Schuster. ISBN 978-0-684-80809-3
- Buhle, Paul, and David Wagner (2003). Hide in Plain Sight: The Hollywood Blacklistees in Film and Television, 1950-2002. New York: Palgrave Macmillan. ISBN 978-1-4039-6144-0
- Ceplair, Larry, and Steven Englund (2003). The Inquisition in Hollywood: Politics in the Film Community, 1930-1960. Urbana and Chicago: University of Illinois Press. ISBN 978-0-252-07141-6
- Cogley, John (1956). "Report on Blacklisting." Collected in Blacklisting: An Original Anthology (1971), Merle Miller and John Cogley. New York: Arno Press/New York Times. ISBN 978-0-405-03579-1
- Cohen, Karl F. (2004 [1997]). Forbidden Animation: Censored Cartoons and Blacklisted Animators in America. Jefferson, N.C.: McFarland.
- Dick, Bernard F. (1982). Hellman in Hollywood. East Brunswick, N.J., London, and Toronto: Associated University Presses. ISBN 978-0-8386-3140-9
- Dick, Bernard F. (1989). Radical Innocence: A Critical Study of the Hollywood Ten. Lexington: University Press of Kentucky. ISBN 978-0-8131-1660-0
- Doherty, Thomas (2003). Cold War, Cool Medium: Television, McCarthyism, and American Culture. New York: Columbia University Press. ISBN 978-0-231-12952-7
- Faulk, John Henry. . University of Texas Press. 1963. ISBN 978-0-292-72442-6.
- Gevinson, Alan (ed.) (1997). American Film Institute Catalog—Within Our Gates: Ethnicity in American Feature Films, 1911-1960. Berkeley, Los Angeles, and London: University of California Press. ISBN 978-0-520-20964-0
- Goldstein, Patrick (1999). "Many Refuse to Clap as Kazan Receives Oscar," Los Angeles Times, March 22 (available online （页面存档备份，存于）).
- Gordon, Bernard (1999). Hollywood Exile, Or How I Learned to Love the Blacklist. Austin: University of Texas Press. ISBN 978-0-292-72827-1
- Herman, Jan (1997 [1995]). A Talent for Trouble: The Life of Hollywood's Most Acclaimed Director, William Wyler. New York: Da Capo. ISBN 030690798X
- Johnpoll, Bernard K. (1994). A Documentary History of the Communist Party of the United States, vol. 3. Westport, Conn.: Greenwood Press. ISBN 978-0-313-28506-6
- Newman, Robert P. (1989). The Cold War Romance of Lillian Hellman and John Melby. Chapel Hill and London: University of North Carolina Press. ISBN 978-0-8078-1815-2
- O'Neill, William L. (1990 [1982]). A Better World: Stalinism and the American Intellectuals. New Brunswick, N.J.: Transaction. ISBN 978-0-88738-631-2
- Red Channels: The Report of Communist Influence in Radio and Television (1950). New York: Counterattack.
- Ross, Stephen J. (ed.) (2002). Movies and American Society. Malden, Mass., and Oxford: Blackwell. ISBN 978-0-631-21960-6
- Schrecker, Ellen (2002). The Age of McCarthyism: A Brief History with Documents. New York: Palgrave. ISBN 978-0-312-29425-0
- Schwartz, Jerry (1999). "Some Actors Outraged by Kazan Honor," Associated Press, March 13 (available online （页面存档备份，存于）).
- "Seven-Year Justice," Time, July 6, 1962 (available online （页面存档备份，存于）).
- Smith, Jeff (1999). "'A Good Business Proposition': Dalton Trumbo, Spartacus, and the End of the Blacklist," in Controlling Hollywood: Censorship/Regulation in the Studio Era, ed. Matthew Bernstein. New Brunswick, N.J.: Rutgers University Press. ISBN 978-0-8135-2707-9
- Stone, Geoffrey R. (2004). Perilous Times: Free Speech in Wartime from the Sedition Act of 1798 to the War on Terrorism. New York: W. W. Norton. ISBN 978-0-393-05880-2
- Weinraub, Bernard (2000). "Blacklisted Screenwriters Get Credits," New York Times, August 5.

### 線上
- Schwartz, Richard A. (1999). "How the Film and Television Blacklists Worked" （页面存档备份，存于）. Part of the Florida International University website.
- Bertolt Brecht's Appearance Before the HUAC brief essay, including link to contemporary newspaper clipping; part of the USC–Feuchtwanger Memorial Library website
- Guide to the American Business Consultants, Inc. Counterattack: Research Files 1930–1968 narrative summary and inventory of document holdings in the Tamiment Library/Robert F. Wagner Labor Archives; part of the NYU–Elmer Holmes Bobst Library website

## 其他連結
- "議會委員與不友善的證人" （页面存档备份，存于） 歷史學家Ellen Schrecker整理的HUAC正式內容的詳細審查 （英文）
- "Seeing Red" （页面存档备份，存于） 摘錄於PBS公文"荷里活黑名單的遺產"的副本和NewsHour特派員Elizabeth Farnsworth訪問2位被黑名單的藝人，作家以及製作人Paul Jarrico和女演員Marsha Hunt的內容。 （英文）